# Boudchart
Amine Boudchar, plus connu sous le nom de scène Boudchart est un compositeur, arrangeur et chef d’orchestre franco-marocain né le 31 mars 1989 à Mohammédia. Il est l’initiateur du concept instrumental « La chorale, c'est vous » avant de devenir compositeur.

## Biographie
Natif de Mohammédia, Amine Bouchar est passionné de musique dès son plus jeune âge. Après un baccalauréat scientifique obtenu au Maroc, il part en France pour poursuivre des études d’ingénierie statistique dont il est diplômé.
Sans oublier sa passion, Boudchart continue de développer ses compétences musicales parallèlement à sa carrière professionnelle. Il est lauréat du Conservatoire de musique de Nanterre.

## Carrière
Pendant la période du covid, Amine Boudchar met en pause sa carrière d’ingénieur et se consacre pleinement à son projet personnel dont il rêvait depuis son jeune âge. Il s’agit du concept « La chorale, c'est vous » qu’il décrit comme « une expérience collective vécue entre le public lui-même et entre le public et l’équipe musicale ». Vêtu de blanc, le public est invité à chanter en chœur les grands classiques de la chanson arabe. La liste et les paroles des chansons étant communiquées lors de l’achat des billets.
Il a par ailleurs développé ses propres compositions avec différents styles de musique du monde comme Bartiya Groove, Jebli Jam et Taârida.
Sa carrière a démarré après le covid, où il se produit à Paris en 2022. Le succès étant au rendez-vous, il renouvèle l’expérience au Maroc.
Bouchart a participé à plusieurs festivals dont celui de Carthage et Ryad. Il a également réalisé plusieurs tournées au Maroc (Saïdia, Rabat, Marrakech, Agadir, Tanger, Casablanca, Fès et Oujda), en Europe (Amsterdam, Bruxelles, Londres, Genève, Lyon et Paris), en Égypte, au Moyen-Orient (à Dubaï et à Doha) ainsi qu’en Amérique du Nord (Canada).
Ses compositions sont issues d’un mélange d’influences berbères, arabes, andalouses et subsahariennes.

## Compositions
- Mosaïca
- Bartiya Groove
- Jebli Jam
- Taârida
- Mchina
- Jalsa